# Улица Симферопольская (Климовск)
Улица Симферопольская (Климовск) — одна из основных улиц, пересекающая микрорайон Климовск города Подольска Московской области с северной части до южной. Улица проходит вдоль железнодорожных путей Курского направления Московской железной дороги. Улица названа в честь столицы Республики Крым — города Симферополь.

## Описание
Улица Симферопольская берёт своё начало от Большой Серпуховской улицы и далее уходит в юго-западном, а позднее в южном направлении. Заканчивается улица на перекрёстке с Серпуховской улицей, переходя в Климовскую улицу. Нумерация домов начинается со стороны Большой Серпуховской улицы.
Справа по ходу движения со стороны Большой Серпуховской улицы примыкают улица Индустриальная, Сергеевский тупик, Товарная улица и улица Вокзальная. Слева по ходу движения со стороны Большой Серпуховской улицы примыкают Заводская улица, Симферопольская аллея, проезд на Первомайскую улицу, улица 8 Марта и Серпуховская улица.
На всём своём протяжении улица Симферопольская является улицей с двусторонним движением.
Почтовые индексы улицы: 142181 и 142184.

## Примечательные здания и сооружения
- Южный обход Подольска (пересечение на круговом перекрёстке с улицей Большая Серпуховская, улицей Симферопольская и улицей Объездная дорога)[2][3].
- Железнодорожная станция «Весенняя» Курского направления Московской железной дороги.
- Станция Скорой медицинской помощи (дом 41, корпус 1 и корпус 2)[4].
- Храм Священномученика Сергия Подольского (дом 43)[5].
- Церковь общины христиан адвентистов седьмого дня (улица Московская, дом 4А).
- Стадион «Весна» (улица Заводская, владение 26)[6]. Предполагается строительство нового спортивного комплекса с современной трибуной, а существующее устаревшее административное здание к сносу. Новый корпус предполагается площадью около 1800 квадратных метров, а новая трибуна с навесом рассчитана на 1000 зрителей[7]. Новый комплекс будет оснащён универсальным спортивным залом, залом тяжёлой атлетики, восстановительной зоной, медицинскими помещениями. Также планируется устройство системы подогрева.

## Транспорт
По улице проходят местные и междугородние автобусные маршруты — № 29; № 35; № 38; № 44; № 49; № 51; № 61; № 67; № 71; № 426; № 432; № 848к; № 1030 и № 1048.